# 德米特里·科扎克
德米特里·尼古拉耶维奇·科扎克（俄语：Дмитрий Николаевич Козак，羅馬化：Dmitriy Nikolayevich Kozak，1958年11月7日—）是俄罗斯政治人物，副总理。普京的亲信。

## 任职履歷
1958年11月7日出生于苏联乌克兰基洛夫格勒州蓋沃龍區。
1976年至1978年在格鲁乌工作。
1985年毕业于列宁格勒国立大学法律系，1985年至1989年在列宁格勒市检察院任一级检察官。1989年进入商界，出任圣彼得堡“巨石－基洛沃建筑”联合企业法律科科长。
1990年至1994年：历任圣彼得堡市委员会法律局副局长，法律部主任，法律局局长。
1994年至1996年：任圣彼得堡市法律委员会主席。
1996年至1998年：任圣彼得堡市长办公室法律委员会主席。
1998年：圣彼得堡市副市长，圣彼得堡市长办公室法律委员会主席。1999年当选为国际金融投资联合会董事会主席。
1999年至2000年：任俄罗斯政府办公厅主任（部长级）。
2000年至2003年：任俄罗斯联邦总统办公厅副主任，战略研究中心理事会主席。
2003年至2004年：任俄罗斯联邦总统办公厅第一副主任。2004年升任主任。
2004年至2007年：任俄罗斯总统驻南部聯邦管區全权代表。2004年9月开始担任新成立的北奥塞梯联邦委员会主席。
2007年至2008年：任俄罗斯联邦地区发展部部长。
2008年10月14日：任俄罗斯联邦政府副总理。

## 社会活动
科扎克是索契冬季奥林匹克运动会筹备工作负责人之一。
在2014年克里米亞歸屬公投后，俄罗斯多名政要被美国“制裁名单”，科扎克也位列其中。美国财政部冻结了他在美国的资产，并禁止他进入该国。
4月29日，他被列入欧盟制裁名单。他被禁止进入欧盟国家，在欧盟的资产也被冻结。
在此之后，他开始负责克里米亚融入俄罗斯的工作，巩固加强克里米亚与俄罗斯的政治与经贸联系。2016年3月18日陪同普京乘坐直升机视察克里米亚刻赤海峡附近区域。
2022年3月8日，日本在“考慮到當前有關烏克蘭的國際形勢”後，也對科札克進行制裁。

## 个人
在西方媒体中，科扎克常被比喻为“柴郡猫”（俄语：Чеширский кот），这是由于他的笑容和柴郡猫非常相似。他是普京政治派系在圣彼得堡分支的重要成员。

## 荣誉

### 俄罗斯勋章奖章
- 一级祖国功勋勋章（2014年）[25]
- 二级祖国功勋勋章（2008年）

### 外国勋章奖章
- 奥林匹克金质勋章（国际奥委会，2014年颁发，2022年2月28日褫夺[26]）